# The West
The West ist ein im April 2008 veröffentlichtes Browserspiel des Unternehmens InnoGames. Bei dem im Wilden Westen angelegten Rollenspiel können die Spieler eine Karriere als Arbeiter, Abenteurer, Duellant oder Soldat starten. Über Arbeiten, Duelle, Fortkämpfe und verschiedene Aufgabenreihen („Quests“) entwickeln sie im Laufe des Spiels ihre Fähigkeiten. Das in mehreren Sprachen angebotene Spiel verteilt sich auf unabhängige virtuelle Welten mit zwischenzeitlich über 17 Millionen aktiven Spielern in 19 Sprachversionen.

## Das Spiel
Es existiert kein offizielles Spielziel, allerdings zeichnet die Rangliste die besten Städte und Einzelspieler aus. Ein möglichst hoher Ranglistenplatz wird deshalb von vielen Spielern neben dem Erreichen des Höchstlevels als das persönliche Spielziel angesehen.
In der virtuellen Welt startet jeder Spieler mit recht einfachen Aufgaben, die schnell erledigt werden können. Sobald er das Erfahrungslevel 10 erreicht, kann sich der Spieler für eine Charakterklasse entscheiden. Zur Auswahl stehen Arbeiter, Abenteurer, Duellanten und Soldaten. Die Auswahl an dieser Stelle ist von entscheidender Bedeutung für den weiteren Verlauf der Karriere des Charakters, da sie irreversibel ist. Grundsätzlich ist es möglich, mit jeder Charakterklasse Erfolg zu haben, allerdings müssen dafür die Spieltaktik und die gewählte Charakterklasse gut einander angepasst werden. Daher ist es sinnvoll, sich vor der Auswahl über die Vor- und Nachteile der einzelnen Charaktere zu informieren. Man kann sich auch ab dem Erfahrungslevel 20 zu einem Beruf neigen, zum Beispiel Schmied oder Sattler.
Durch die verschiedenen Questreihen verdienen sich die Charaktere Geld und Erfahrung. Letzteres wird zur Verbesserung der Fähigkeiten in den Kategorien Stärke, Geschicklichkeit, Beweglichkeit und Charisma genutzt. Mit dem verdienten virtuellen Geld können sich die Spieler in Einkaufsmöglichkeiten der Wildwest-Städte verschiedene Gegenstände kaufen, die ihre Fähigkeiten verbessern. Neben den Questreihen bieten auch klassische Arbeiten und Duelle die Chance, Geld und Erfahrung zu verdienen.
Die Mitspieler können sich in Städten zusammenschließen. Neben direkten spielerischen Vorteilen wie städteeigenen Hotels, die zur Erholung dienen, und niedrigeren Einkaufspreisen, bietet dies auch die Möglichkeit zur Bildung von Allianzen. Insbesondere für Arbeiter, die von Natur aus in Duellen einen Nachteil haben, ist es wichtig, sich durch die Unterstützung einer starken Stadt Schutz zu sichern.
Das Spiel wird stetig durch neue Versionen erweitert. Als eine der wichtigsten Neuerungen wurden mit dem Update 1.21 Forts in das Spiel integriert. Diese werden von miteinander verbündeten Städteverbänden erobert und verteidigt. Forts bringen verschiedene In-Game-Vorteile wie Rohstofflager und eine schnellere Erholung. Mit dem Update auf Version 1.30 wurden Hosen und Gürtel in das Spiel integriert und es werden viele neue Arbeiten angeboten.
Das Spiel wurde am 10. Oktober 2020 auf Version 2.135 upgedatet. Die Grafik, die Spielkarte und sehr viele Abenteuer wurden mit der Version 2.0 neu erstellt.
Das Spielprinzip wurde seit 2008 nicht verändert aber um zahlreiche Möglichkeiten erweitert. Das Balancing für Fortkämpfe und Abenteuer zwischen Premiumspielern und Nichtpremiumspielern führt immer wieder zu angeregten Diskussionen zwischen der Community und dem Betreiber InnoGames. Bisher wurden die meisten Einwände mit einem Kompromiss gelöst.

## Auszeichnungen
The West wurde von Galaxy-News zum Browsergame des Jahres 2008 gewählt. Außerdem erhielt es bei dieser Wahl den Preis für die beste Spielidee, das beste Gameplay und das beste Rollenspiel. 2011 erhielt The West in der Kategorie „Beste Spielerweiterung“ den Publikumspreis.

## Finanzierung
Die Grundlage zur Finanzierung des Spiels bilden kostenpflichtige Premium-Accounts, die optional von den Mitspielern gekauft werden können. Sie bringen verschiedene Vorteile für den Spieler mit sich. Während die „Automatisierung“ ein reiner Bedienvorteil ist, bringen „schnellere Erholung“, „höheres Einkommen“, „Schamanen besänftigen“, „Wegzeitverkürzung“, „Waren/Geld direkt abholen/anbieten“, „Attribute/Fertigkeitspunkte kaufen“ und „Charakterbonus“ auch tatsächliche Spielvorteile. Der zweiwöchige Einsatz eines Vorteils kostet dabei 1,99 Euro. Die Vorteile sollen dabei so ausgewogen balanciert werden, dass auch ohne sie ein erfolgreiches Mitspielen möglich ist, was auch vom überwiegenden Teil der Community praktiziert wird. Allerdings sind in den oberen Plätzen der Rangliste hauptsächlich Spieler zu finden, die den Premiumvorteil nutzen.
Werbebanner werden bei The West ausschließlich auf der Logout-Seite geschaltet. Die Spieler können jedoch einmal täglich das „Lichtspielhaus“ besuchen, in dem sie sich fünf Werbevideos für andere Spiele des Herstellers ansehen und dafür Spielvorteile (Lebenspunkte wiederherstellen, Erholung auffrischen, Arbeitsmotivation hinzugewinnen) bekommen.